# Bratwin
Bratwin (deutsch Brattwin) ist ein Dorf in der Landgemeinde Dragacz im Powiat Świecki (Schwetzer Kreis) der  polnischen Woiwodschaft Kujawien-Pommern.   Es hatte im Jahr 2011 etwa 430   Einwohner.

## Geographische Lage
Das Dorf liegt im historischen Westpreußen am linken Ufer  der Weichsel in einer Niederung, etwa fünf Kilometer südwestlich des Dorfs Dragacz (Dragaß), 14  Kilometer nordöstlich der Stadt  Świecie (Schwetz)  und 48 Kilometer nördlich der Stadt  Thorn.

## Geschichte

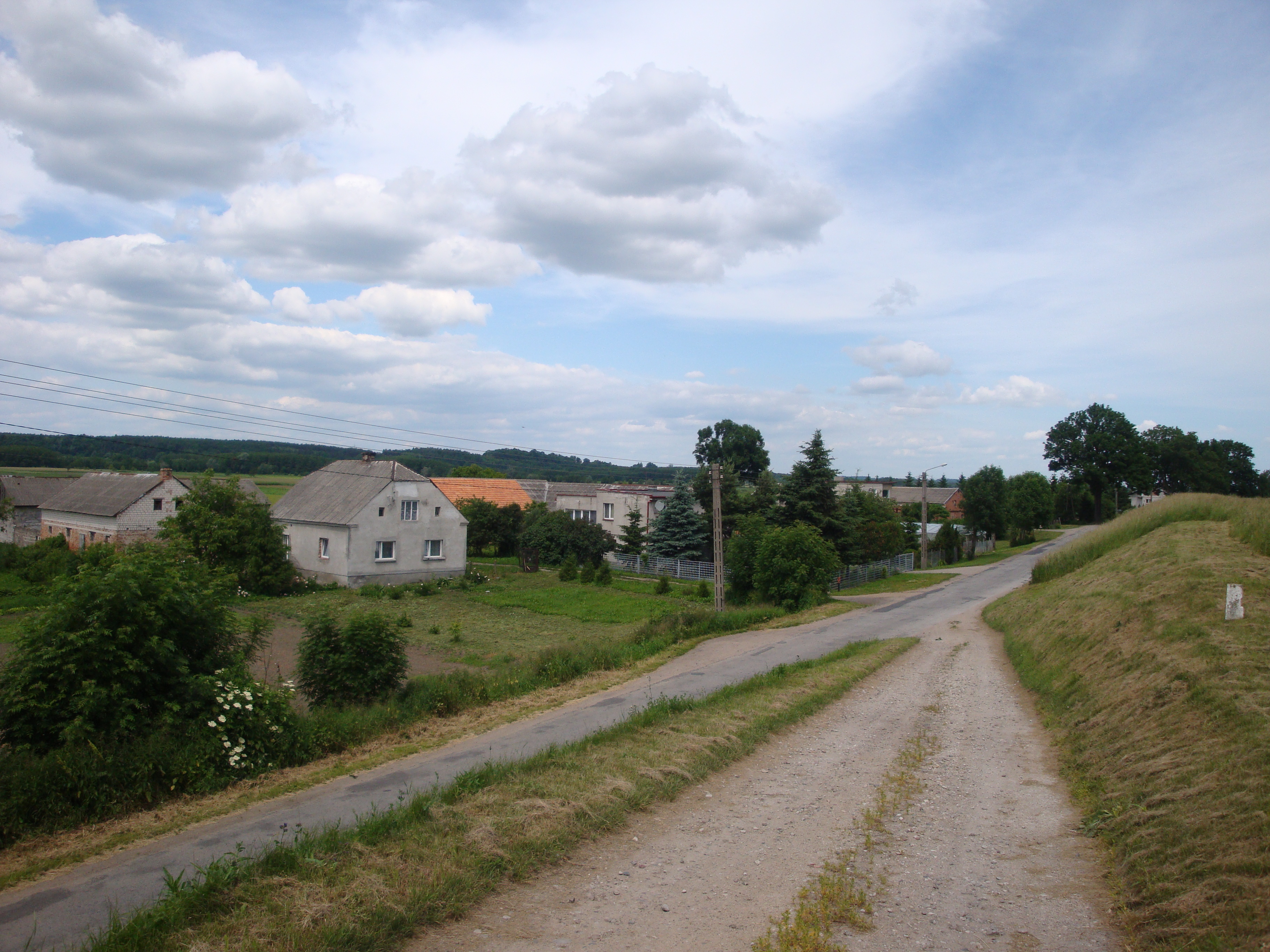
Häuser am Dorfrand

Ältere Namen des Dorfs sind Przetwin (1423), Pratwino (1565),  Pratwin (1669), Pratfin (1676)  und Brattwien (1818). Im 19. Jahrhundert war Bratwin ein königliches Dorf mit einer evangelischen Schule.
Westlich des Dorfs Brattwin waren im 19. Jahrhundert Steinkistengräber aus prähistorischer Zeit gefunden worden, die Urnen enthielten, was auf frühe Siedlungsaktivitäten in der Umgebung des Dorfs hindeutet. Nachdem die Region 1309 zusammen mit Pommerellen an den  Deutschen Orden gekommen war, entstand in der benachbarten Stadt Schwetz im 14. Jahrhundert ein Ordensschloss, das mit dem angeschlossenen Schlossbezirk auch noch nach 1466 existierte, als die Gegend Teil des autonomen Königlich Preußen geworden war.  1565 hatte die Gemarkung des zum Schlossbezirk gehörigen Dorfs Pratwino einen Flächeninhalt von 22 ½ Hufen, von denen 1 ½ der Dorfschulze besaß und der Rest an zwölf Bauern ausgegeben war. Der Schulze war kein Freischulze, hatte jedoch einer Aufsichtspflicht nachzukommen. Im Dorf gab es einen Krüger ohne Ackerland. Einige Gartenbesitzer waren auf dem anliegenden Vorwerk dienstpflichtig. Zusammen mit anderen Niederungsdörfern, die ebenfalls unter Überschwemmungen zu leiden hatten, wurde Brattwin 1623 von Kriegskontributionen und von der Einquartierungspflicht befreit.
Im Zuge der ersten Teilung Polens kam die Region mit dem Dorf  an Preußen zurück.
Von 1918  bis zum Ende des Ersten Weltkriegs gehörte das Dorf Brattwin zum Kreis Schwetz im Regierungsbezirk Marienwerder der preußischen Provinz Westpreußen des Deutschen Reichs. Aufgrund der Bestimmungen des Versailler Vertrags musste das Kreisgebiet mit dem Dorf 1920 zum Zweck der Einrichtung des Polnischen Korridors an die Zweite Polnische Republik abgetreten werden. 
Während des Zweiten Weltkriegs war die Region mit dem Dorf von der deutschen Wehrmacht besetzt und gehörte seit 1939 völkerrechtswidrig zum Reichsgau Danzig-Westpreußen im Regierungsbezirk Bromberg. Soweit die deutschen Einwohner nicht vor Kriegsende geflohen waren, wurden sie nach 1945 vertrieben.

### Demographie
| Jahr | Einwohnerzahl | Anmerkungen |
| ---- | ------------- | --- |
| 1676 | 104           | Bewohner sämtlich niederen Standes                                                                                 |
| 1818 | 288           | [ 2 ] |
| 1852 | 360           | [ 4 ] |
| 1864 | 316           | davon 297 Evangelische und 14 Katholiken, 35 Privatwohnhäuser                                                      |
| 1910 | 317           | am 1. Dezember, darunter 269 Evangelische, 22 Katholiken (307 mit deutscher und acht mit polnischer Muttersprache) |